# Стамате
Стамате (рум. Stamate) — село у повіті Сучава в Румунії. Входить до складу комуни Финтинеле.
Село розташоване на відстані 353 км на північ від Бухареста, 20 км на схід від Сучави, 94 км на північний захід від Ясс.

## Населення
За даними перепису населення 2002 року у селі проживали 2079 осіб. Усі жителі села рідною мовою назвали румунську.
Національний склад населення села:
| Національність | Кількість осіб | Відсоток |
| -------------- | -------------- | -------- |
| румуни         | 2045           | 98,4%    |
| цигани         | 34             | 1,6%     |